# Juliana Donald
Juliana Donald (født 1. januar 1964) er en amerikansk skuespiller og komiker.